# Auchus
Auchus is een geslacht van wantsen uit de familie van de Miridae (blindwantsen). Het geslacht werd voor het eerst wetenschappelijk beschreven door William Lucas Distant in 1893.

## Soorten
Het genus bevat de volgende soorten:

- Auchus bellissimus Knight & Carvalho, 1943
- Auchus foliaceus Distant, 1893
- Auchus schubarti Carvalho, 1982